# Junak (mitologia)
Junak (bułg. Юнак) – pojęcie charakterystyczne dla Słowian południowych powstałe w bułgarskim eposie, oznaczające wielkiego bohatera i mistrza; młodego odważnego mężczyznę, mającego nadludzką siłę i zdolności nadprzyrodzone. Wśród junaków znajdują się m.in.: Biłczin junak, Eliasz, Królewicz Marko, Momcził junak, Lekë Dukagjini, Vukašin Mrnjavčević.
Cechą charakterystyczną jest to, że junacy nienawidzą się nawzajem, otwarcie się kłócą i walczą o dominację. Przy narodzinach przepowiadano ich losy. Walczą ze złem i krzywdą narodu, staczają częste potyczki z czarodziejami, samodiwami i żmijami.